# Overlord Museum
Koordinaten: 49° 20′ 52,3″ N, 0° 51′ 23″ W
Das Overlord Museum ist ein Museum, welches die alliierte Landung in der Normandie mit der Operation Overlord und die darauf folgende Entwicklung des Zweiten Weltkrieges thematisiert. Es ist in Colleville-sur-Mer im französischen Département Calvados der Region Normandie im Norden Frankreichs gelegen. Das Museum befindet sich in der Nähe des Landungsabschnitts Omaha Beach und des amerikanischen Soldatenfriedhofs, der als World War II Normandy American Cemetery and Memorial weltweit bekannt ist.

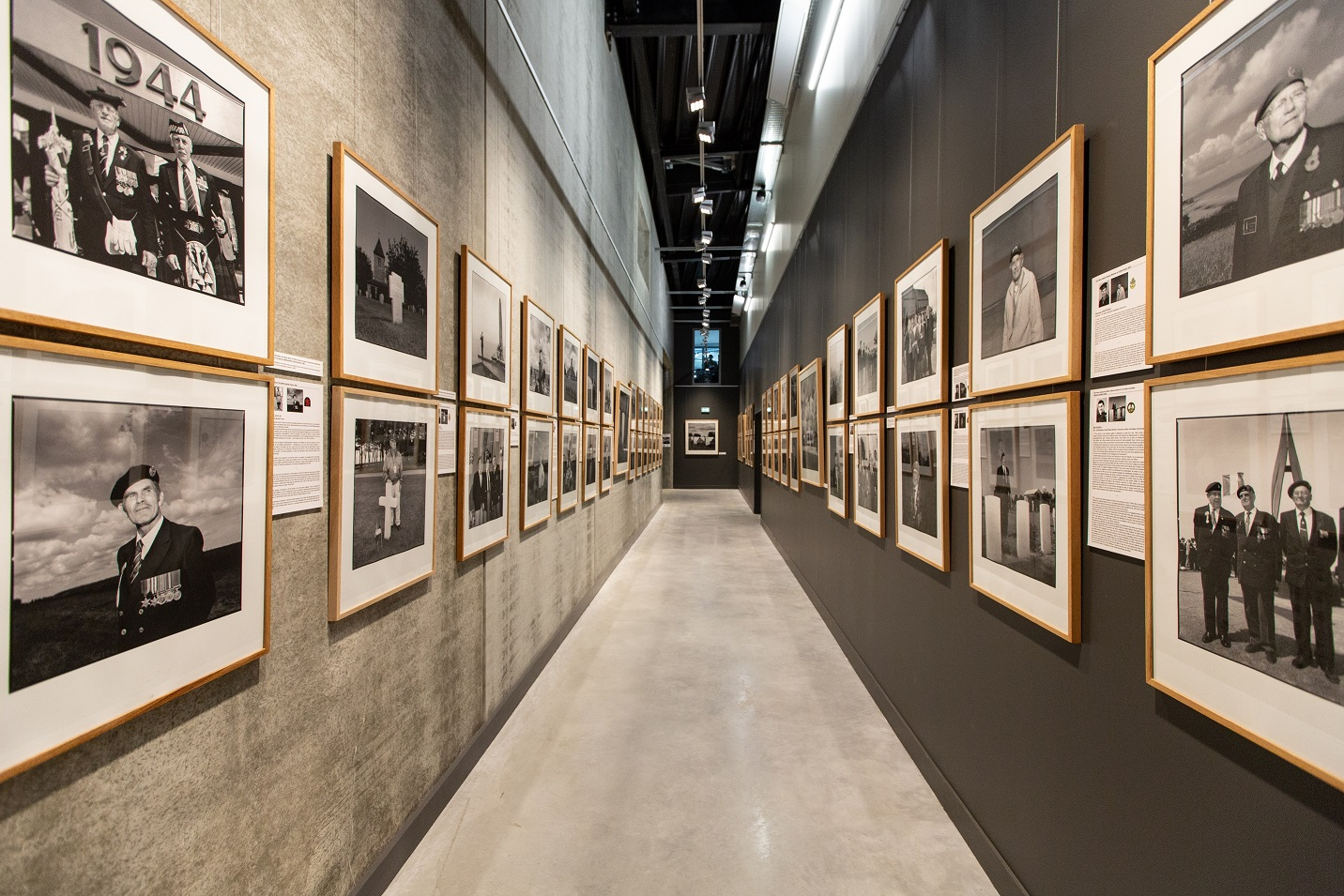
Bildergalerie mit historischen Medien

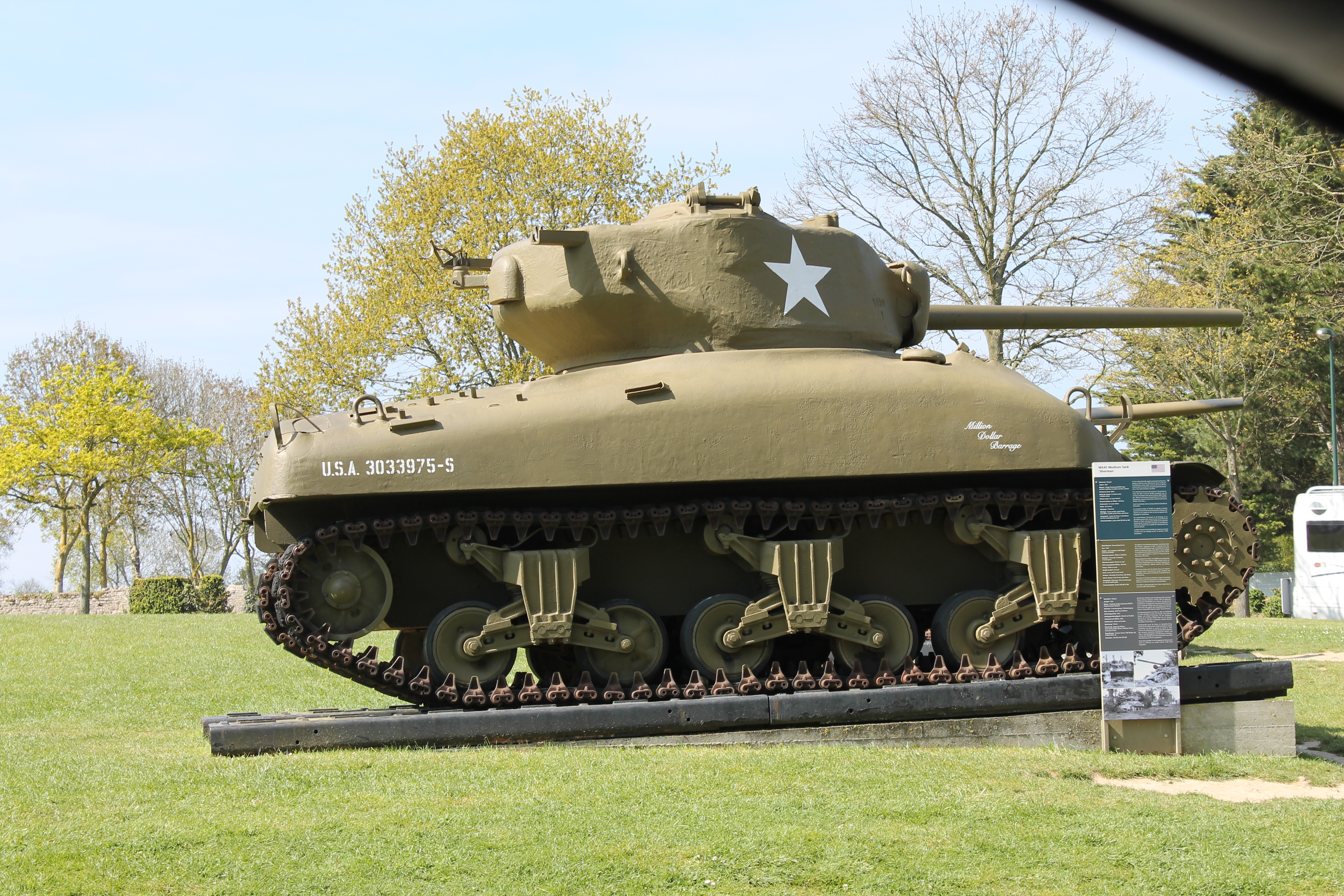
M4 A1 Sherman (76 mm), im Außenbereich des Overlord Museum

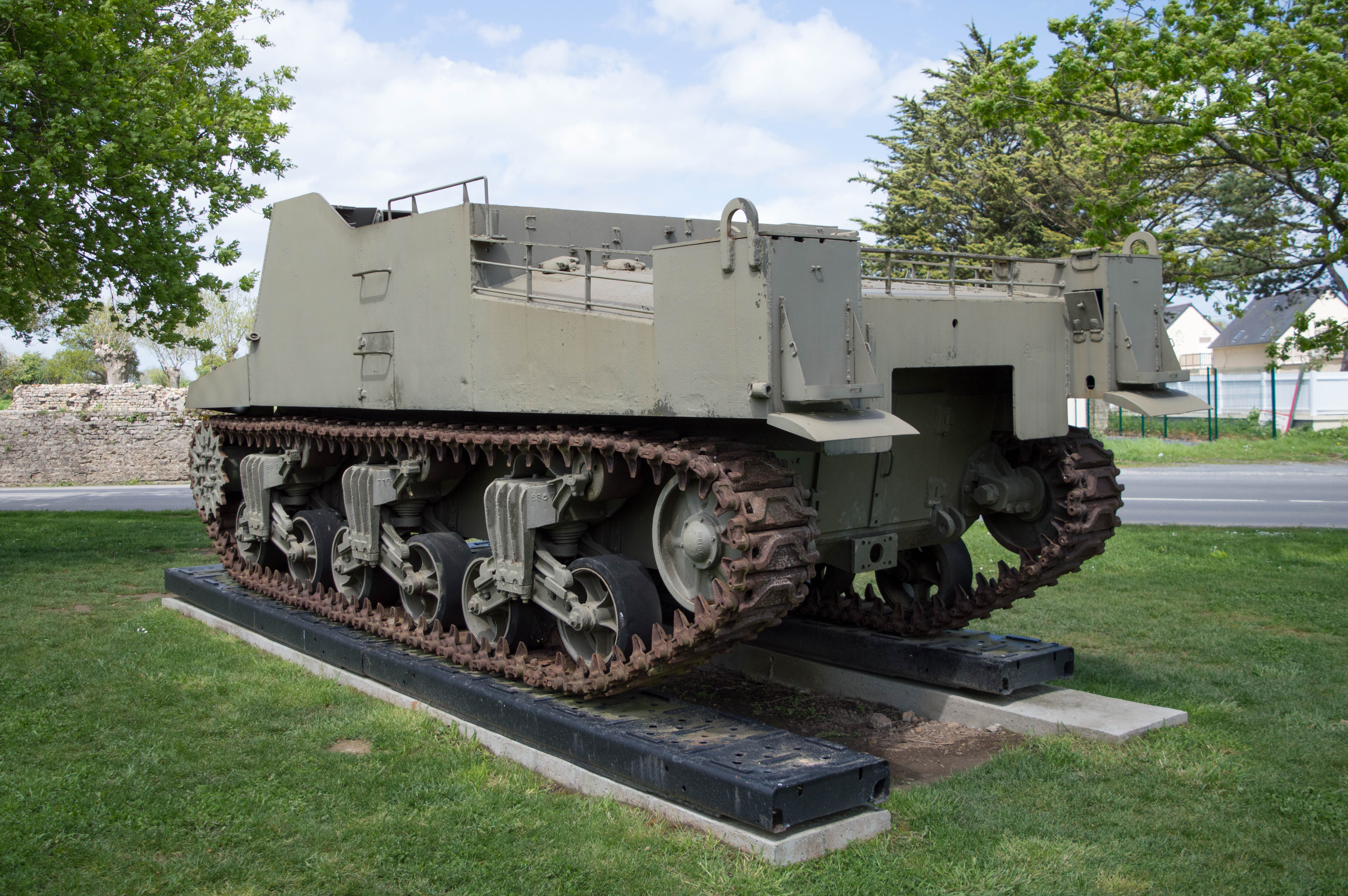
Sexton GPO (Befehlspanzer), im Außenbereich des Overlord Museum

## Entstehungsgeschichte des Museums
Die Anfänge des Museums gehen auf die Sammlung von Michel Leloup zurück. Der technisch interessierte Sammler war Zeitzeuge der Ereignisse im Juni 1944 und der Folgezeit, als viele Kriegsschäden in der Normandie und Überreste des Zweiten Weltkrieges wieder aufgeräumt wurden. Nach Kriegsende arbeitete Leloup in der Holzwirtschaft der südlichen Normandie und nutzte zurückgelassene Fahrzeuge für den Transport von Holzstämmen. Ein Vierteljahrhundert nach Kriegsende, im Jahr 1971, entdeckte er in einem alten Sägewerk zufällig eine deutsche Halbkettenzugmaschine, die er zum Anfang seiner Sammlung machte.
In den folgenden fast vierzig Jahren gelang es Leloup durch den Kontakt mit Veteranen, viele persönliche Ausrüstungsgegenstände von beteiligten Soldaten sowie militärische Fahrzeuge zur Zeitgeschichte des Zweiten Weltkrieges in der Normandie zu erwerben. Ab 1987 wurde die Sammlung als „Musée août 44“ in der ehemaligen Käserei von Falaise der Öffentlichkeit zugänglich gemacht. Am Standort in Falaise konnte der Bezug zum Kessel von Falaise aufgrund der örtlichen Nähe hervorgehoben werden. Von rund 25.000 Objekten, die Leloup zusammengetragen hatte, konnten auf der Ausstellungsfläche (1300 m²) nur etwa 10.000 Exponate ausgestellt werden. Ende 2008 konkretisierten sich Pläne zur Verlegung des Museums nach Colleville-sur-Mer und Ende 2011 wurde das Museum in Falaise endgültig geschlossen.
Nach dem Grunderwerb (2008) und etwa 5 Jahren Gesamtbauzeit wurde im Jahr 2013 die Präsentation des Overlord Museum für die Öffentlichkeit neu ausgerichtet, was einer Neugründung gleichkommt. Die Eröffnungsfeier fand am 5. Juni 2013 statt. Um die umfängliche Sammlung der interessierten Öffentlichkeit in der Nähe der historischen Schauplätze zugänglich zu machen, wurde ein Standort gewählt, welcher ein Stück landeinwärts des ehemaligen Landungsabschnitts „Omaha“ liegt. Die Nähe zu den historischen Orten und dem amerikanischen Soldatenfriedhof in Colleville-sur-Mer ermöglicht eine gute Erschließung für Besucher. Aufgrund der Lage des neuen Museums rechnete man im Eröffnungsjahr mit etwa 80.000 Besuchern. Die Entwicklung verlief positiv und im Jahr 2018 wurde eine Erweiterung der Ausstellungsfläche projektiert, um die bestehende Ausstellungsfläche im Verlauf des Jahres 2019 von 1800 m² auf 2200 m² zu erweitern.

## Museumskonzeption und Inhalte der Ausstellung
Das Museum zeigt Objekte in den Innenräumen und Außenbereichen des Museums. Die Anordnung im Innenbereich ist weitgehend im Stil von Großdioramen gehalten, die es erlauben, Objekte in zeitgenössisch nachempfunden Realumgebungen zu zeigen. Fahrzeuge, Gegenstände und lebensgroße Puppen wurden in diesem Sinne in Szenen zusammengestellt. Im Außenbereich werden bei Veranstaltungen fahrbereite Fahrzeuge im Betrieb gezeigt. Ganzjährig sind im Außenbereich nur eine geringe Anzahl von Objekten sichtbar.
Nachfolgend ein Ausschnitt von Ausstellungsbereichen und Objekten sowie Veranstaltungen des Museums:
- Objekte im Außenbereich
  - Tobruk Bunker (Außenbereich)
  - Bailey Bridge (Außenbereich)
  - 8,8-cm-Flak 36 (Außenbereich)

- Dioramen
  - D-Day Landungszone auf Omaha & Utah Beach
  - Kriegslogistik im Landungsbereich
  - Personengruppe mit Gefangennahme
  - Reparaturwerkstätte im Frontbereich[8]

- Geschütze
  - 2-cm-KwK 30
  - 3,7-cm-Panzerabwehrkanone
  - 7,5 cm Pak 40
  - 8,8-cm-Flak 36/37

- Kettenfahrzeuge Innenbereich
  - M10 Tank Destroyer
  - Pz.Kpfw. V „Panther“ Ausf. A
  - Pz.Kpfw. IV Auf. H
  - Schwerer Ladungsträger B IV b (Borgward)
  - Schwerer Zugkraftwagen 18t (Sd.Kfz. 9) „FAMO“
  - Kleines Kettenkraftrad Typ HK 101

- Radfahrzeuge Innenbereich
  - Dodge WC 56/57 "Command Car"
  - Mittlerer Einheits-Pkw Horch 901
  - VW Kübelwagen
  - Harley-Davidson WLA 45
  - DKW NZ 350
  - BSA M20

- Fluggeräte
  - Auster (Aufklärer)
  - ARSAERO CT 10[8]
  - V1 Fliegende Bombe

- Militärmaterial
  - Minen
  - Britisches Faltboot (Goatley Boat)
  - Personalausstattung und Uniformen
  - Low Loader Trailer Typ C2
  - Strabokran[8]
  - LCVP Higgins Boat

- Veranstaltungen
  - 2013 Offizielle Museumseröffnung mit Veteranen und Vertretern einiger beteiligter Streitkräfte
  - 2015 Besuch der „Band of Brothers“-Schauspieler mit Autogrammstunde
  - D-Day-Jahrestag zur Normandie-Schlacht (jährliche Veranstaltung)[8]